# Falkenbach (Omersbach)
Der Falkenbach ist der größte Zufluss des Omersbaches im Landkreis Aschaffenburg im bayerischen Spessart.

## Geographie

### Verlauf
Der Falkenbach entspringt in der Nähe des Aussiedlerhofes zu Dörnsteinbach. Nach einigen Metern erreicht er ein enges, dicht bewaldetes Tal, die Ausläufer des Teufelsgrundes. Er ändert seine Richtung nach Nordwesten, wo er dann auf das Omersbachtal trifft. Ab hier findet man auf einigen Karten unterschiedliche Aufzeichnungen, in denen der Omersbach in den Falkenbach fließt, der dann in den Geiselbach mündet. Die historischen Unterlagen der Teufelsmühle besagen aber, dass der Omersbach die drei Mühlen speiste. Der Falkenbach fließt also bei der ehemaligen Oberen Teufelsmühle von links in den Omersbach.

### Zuflüsse
- Dachsgraben[3]  (Bach aus dem Dachsgrund) (rechts)

### Flusssystem Kahl
- Liste der Fließgewässer im Flusssystem Kahl

## Einzelnachweise

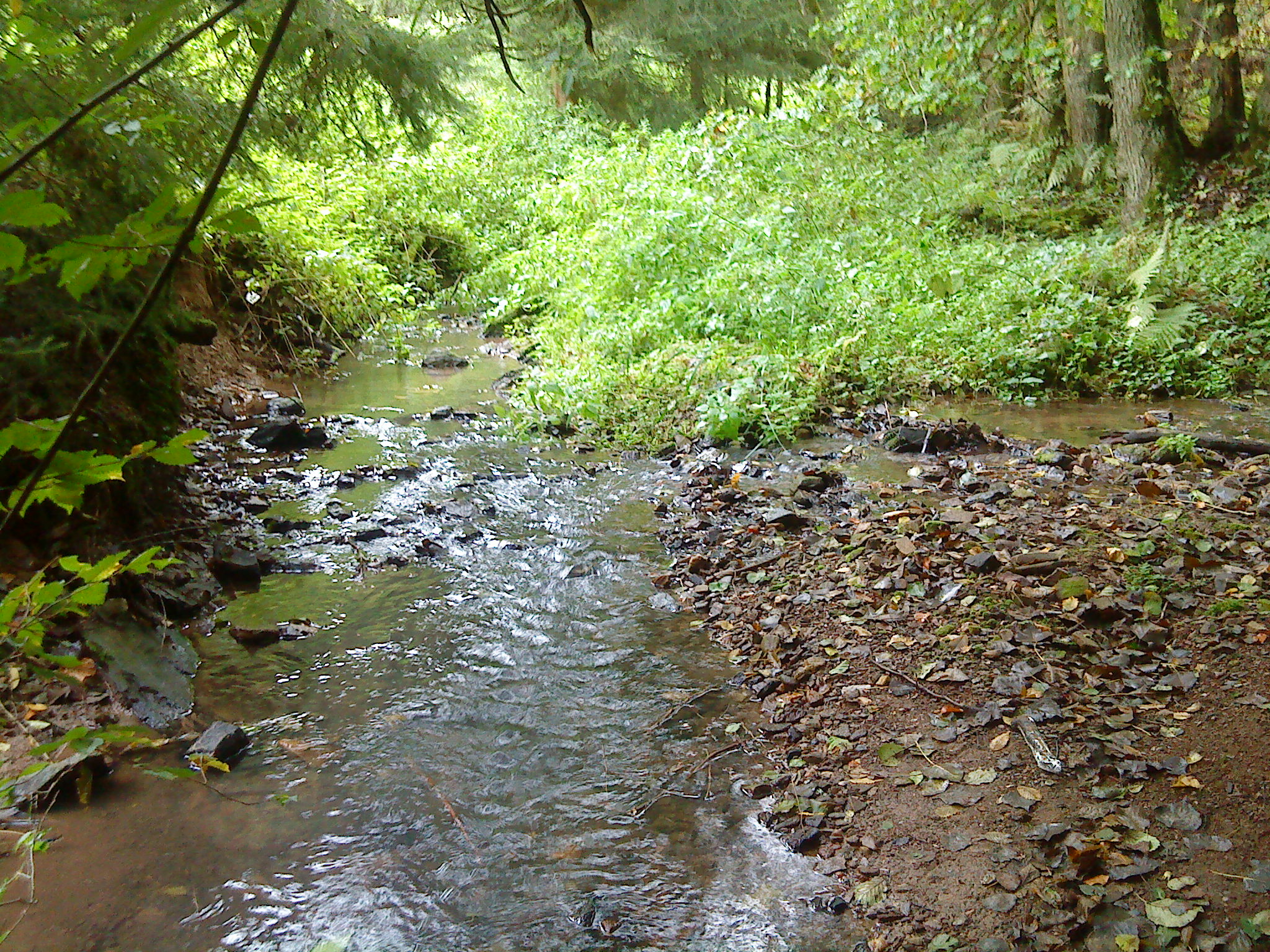
Der Falkenbach (rechts) mündet in den Omersbach